# Joe Lutcher
Joe Lutcher (23 décembre 1919-29 octobre 2006) est un saxophoniste et chanteur de rhythm and blues américain, né à Lake Charles, en Louisiane.

## Carrière
Dans les années 1940, Joe Lutcher quitte la Louisiane pour s'installer à Los Angeles où vit déjà sa sœur, la pianiste Nellie Lutcher. À partir de 1947, il enregistre pour la maison de disques Capitol. Il connaît plusieurs succès et continue à enregistrer dans les années suivantes sur les labels Specialty puis Modern.

## Discographie
- Bebop Blues, (Capitol Records)
- Shuffle Woogie (Capitol Records)
- Ojai (Modern Records)
- Mardi Gras